# エリカ・フォンテス
エリカ・フォンテス（Erica Fontes 1991年5月14日 - ）は、ポルトガルのポルノ女優。リスボン出身。2013年XBIZ賞では最優秀外国人賞を受賞している。